# 格里辛齊
49°48′6″N 31°21′8″E / 49.80167°N 31.35222°E
赫里什欽齊（烏克蘭語：Грищинці）是位於烏克蘭中部的村莊，由切爾卡瑟州切爾卡瑟區的博布里齊亞市鎮負責管轄。該村始建於十二世紀，面積2.46平方公里，海拔高度157米，2009年人口652，人口密度每平方公里265.4人。